# 尼古丁口香糖
尼古丁口香糖或尼古丁咀嚼錠，是一種對人體釋放尼古丁的特殊口香糖，其中的尼古丁透過口腔黏膜的吸收進入血液循環系統，於尼古丁取代療法中用作輔助藥物，作為戒菸或停止沾菸的一環使用。
尼古丁口香糖目前在歐美等地為可直接取得的成藥，通常如普通的口香糖般以個別的金屬箔包裝，並有不同口味可供選擇；其中的尼古丁含量一般為2或4毫克，約為香菸六分之一到三分之一的含量，並針對有不同吸菸習慣的使用者有不同劑量與適量的其他成分之別。常見的品牌有尼古清、克菸、Nicotex、Nicoderm及Zonnic等。
其他尼古丁取代療法產品包含尼古丁貼、尼古丁喉糖及含尼古丁的藥物吸入器等。

## 醫療用途
因為會減少吸收量的關係，尼古丁口香糖不在飲食後短時間內使用。使用者將被指示嚼食口香糖，直至口香糖變軟且產生略為刺痛或辛麻的口感為止，其後將口香糖持續含藏於頰內；當辛麻感消去，使用者需再次咀嚼口香糖至辛麻感重新出現，然後含藏在與上次不同的地方；使用者需要重複這些步驟直到尼古丁耗盡或上癮感消失。